# Брянский автомобильный завод
ЗАО «Брянский автомобильный завод» — советское и российское машиностроительное предприятие, основанное в Брянске в 1958 году. Производитель колёсных шасси и тягачей высокой проходимости, имеющих от трёх до шести осей и грузоподъёмность от 14 до 40 тонн, предназначенных для военной и гражданской техники.

## История

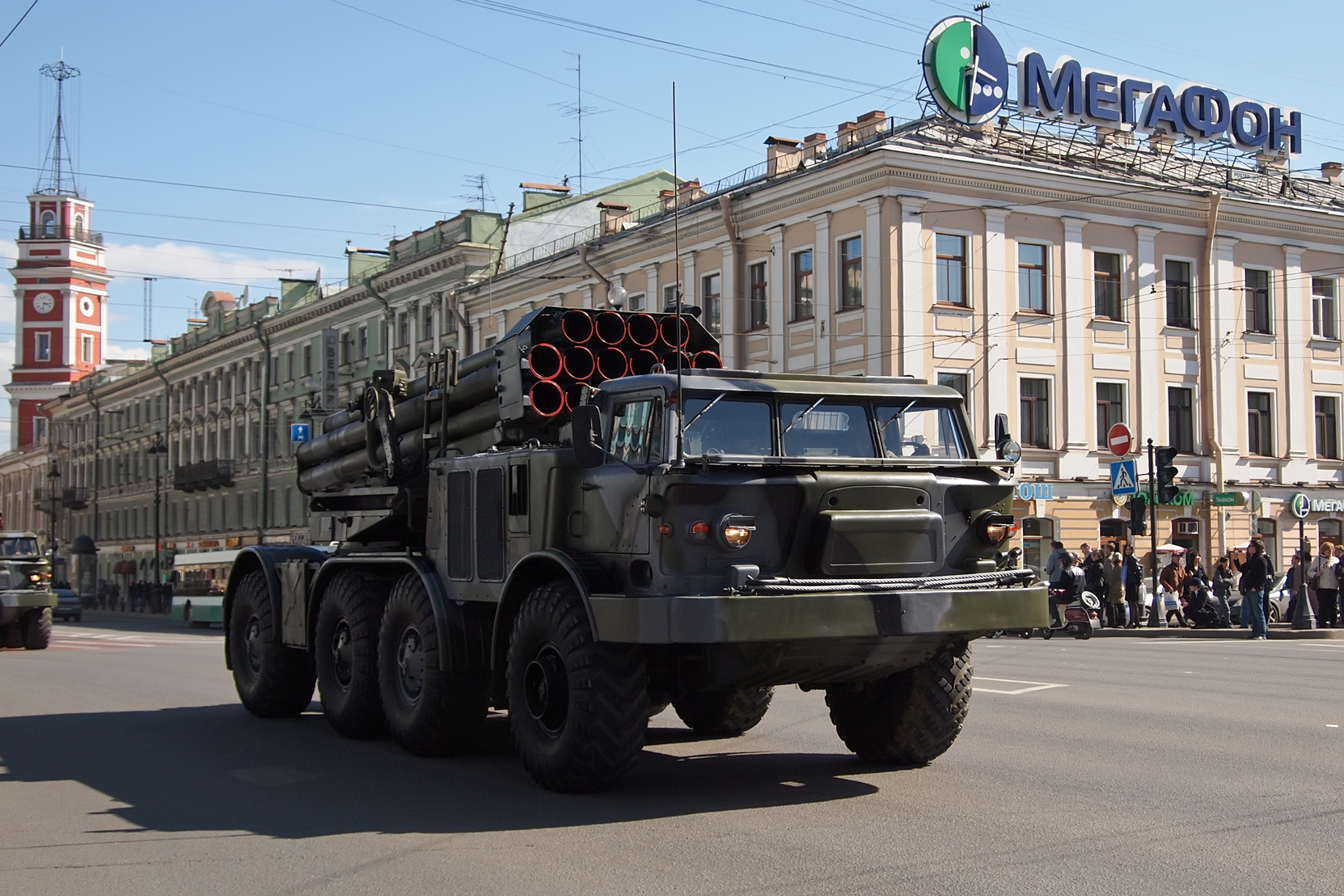
Пусковая установка 9П140 РСЗО «Ураган» на базе брянского ЗИЛ-135ЛМП

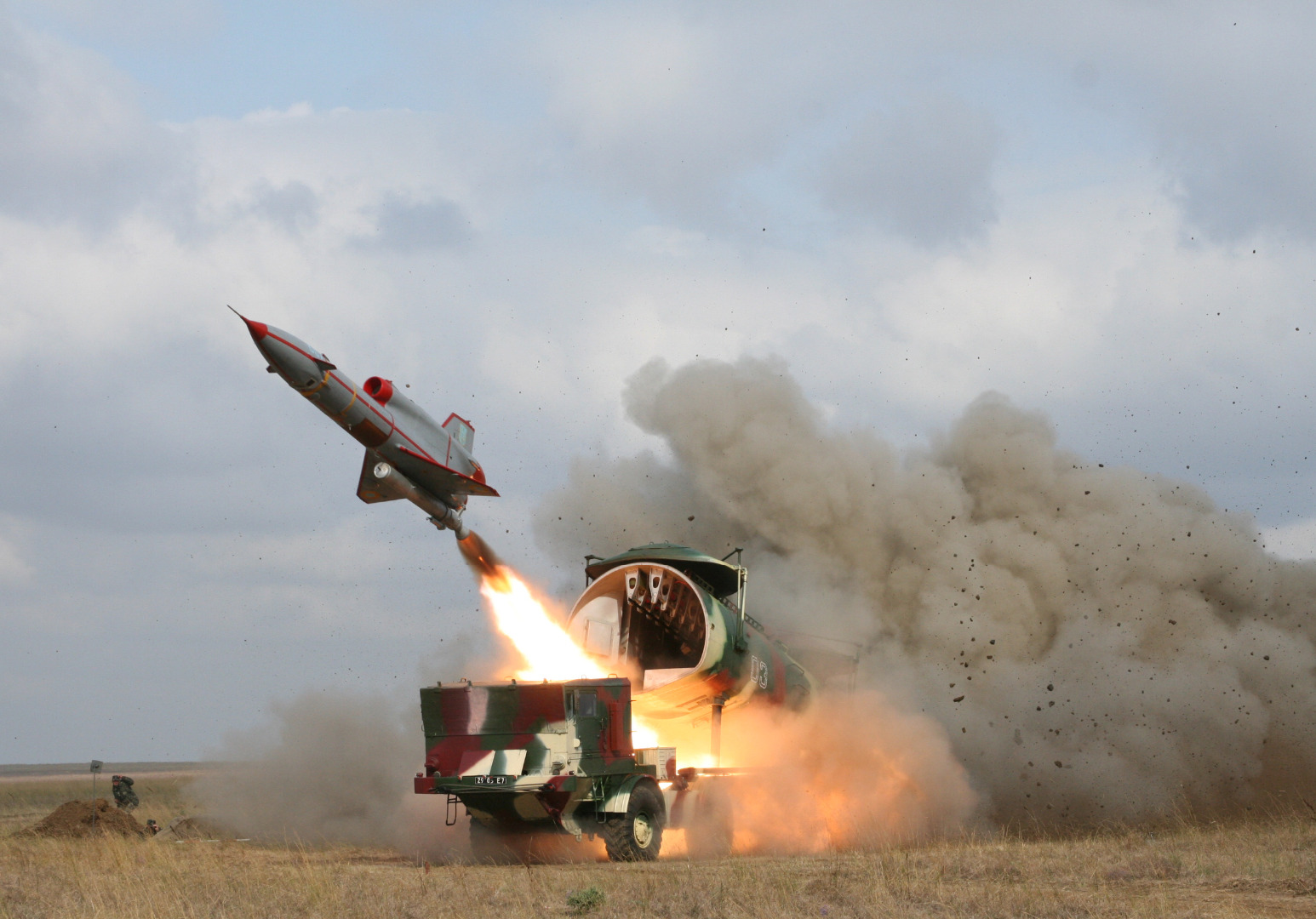
СПУ БАЗ-135МБ и стартующий с него БПЛА Ту-143, 2008 год

Брянский автомобильный завод был основан 4 июня 1958 года, на базе тракторного производства Бежицкого сталелитейного завода с целью организации серийного производства бронетранспортеров ЗИЛ-152В1, ЗИЛ-152К, ЗИЛ-152С и плавающей машины ЗИЛ-485А, специальных колесных шасси ЗИЛ-135ЛМ. В соответствии с Постановлением Совета Министров СССР № 442 «О мерах по дальнейшему развитию автомобильной промышленности» от 17 апреля 1958 года и постановлением СНХ Брянского экономического района от 4 июня 1958 года из состава Бежицкого сталелитейного завода выделен в самостоятельное предприятие для организации производства автомобилей специального назначения. До этого предприятие, как филиал московского завода ЗИЛ, специализировалось на изготовлении комплектующих: ведущих мостов, лебёдок, раздаточных коробок, подвесок и других деталей для автомобилей ЗИЛ-131.
Уже в 1959 году из Москвы на завод было перенесено производство автомобильной техники для нужд армии, а в 1960 году на БАЗе было создано специальное закрытое конструкторское бюро (СКБ) и самостоятельное производство. Ведущую роль в создании дальнейших собственных разработок БАЗа сыграл главный конструктор СКБ Рафаил Александрович Розов, проработавший в Брянске до 1967 года.
В 1961 году первая разработка завода, четырёхосный бескапотный тягач БАЗ-930, проходил испытания, но в серию не пошёл, и вместо него завод начал выпуск модификации московского ЗИЛ-135Л: ЗИЛ-135ЛМ, с механической коробкой передач, переработанные БАЗ-135МБ, 135МБК. Эти тоже четырёхосные машины отличались характерным расположением осей — средние сближены, передняя и задняя разнесены и управляемые.
В середине 1960-х годов в КБ завода было начато проектирование трёхосных плавающих шасси с полным приводом. В работе использовались заделы и конструктивные принципы, взятые у автомобилей ЗИЛ, такие как бортовая трансмиссия и крайние управляемые пары колёс. Результатом проектирования стало семейство трёхосных шасси БАЗ-5937/5938/5939 с задним расположением двигателя, ставших основой машин ЗРК «Оса» и БАЗ-5921/5922 с центральным расположением двигателя, на которых базировался тактический ракетный комплекс 9К79 «Точка».
С марта 1971 года по заказу Министерства обороны КБ завода в рамках выполнения ОКР «Основа» начало проектирование новой серии унифицированных четырёхосных шасси. В рамках этой разработки были созданы несколько моделей плавающих и сухопутных шасси, получивших широкое распространение. Эту серию отличает попарная группировка осей, передняя пара — управляемая. В конструкцию выпускаемых автомобилей постепенно внедрялось всё больше отступлений от первоначальных ЗИЛовских компоновок. Одним из наиболее важных этапов этого процесса был переход с двухдвигательной на однодвигательную схему с использованием дизелей — правда, дизели использовались танковые, семейства В-2, с крайне скромным моторесурсом. За создание этого семейства шасси коллектив КБ под руководством Ивана Людвиговича Юрина был удостоен Государственной премии. В 1979 г. из этого семейства было запущено в серию шасси БАЗ-6944 для ОТРК «Ока».
Параллельно с продукцией военного назначения на заводе проектировались и производились промышленные гусеничные тракторы Т-140 и Т-180 для нужд народного хозяйства, а в дальнейшем для монтажа трубоукладочного оборудования нефтегазового сектора. В первой половине 1980-х годов началась новая гонка вооружений. В Москве было принято решение прекратить на БАЗе выпуск гусеничных тракторов и перепрофилировать освободившиеся мощности под выпуск продукции военного назначения. В 1987 году по решению Минавтопрома СССР производство гусеничных тракторов было официально прекращено. В последующие 10 лет завод продолжал изготавливать запасные части к ним для ремонтно-эксплуатационных нужд (неофициально производство тракторов на БАЗе продолжалось еще пять лет — по заключенным с потребителями «прямым» договорам).
В том же 1987 году было прекращено производство 6944-х шасси из-за необходимости выполнения Советским Союзом обязательств по договору между СССР и США о ликвидации ракет средней и меньшей дальности. В это время на заводе работало около 18 тысяч человек.
В 1988—1989 годах в условиях прекращения выпуска военной продукции на БАЗе стали рассматриваться варианты конверсии производства. Была спроектирована и введена в производство снегоуборочная машина ДЭ-242 «Вьюга» на специальном колесном шасси БАЗ-3979. ДЭ-242 могла оборудоваться тремя видами навесного оборудования: щётка, лопата и фреза. Производилась ограниченной серией с 1993 по 1997 год.
В 1993 году на Брянский автозавод передали в производство КиАЗ-3237 (первоначально его планировали собирать на Кировабадском автозаводе в Азербайджане), модель модернизировали и переименовали в БАЗ-3783. Проект, предполагавший выпуск 1,5-тонных цельнометаллических развозных фургонов семейства БАЗ-3783, считался очень перспективным. Полукапотная компоновка машины означала рациональное использование внутреннего пространства. Грузовые операции облегчали малая погрузочная высота и двери — широкая сдвижная справа и задние распашные. Бензиновый мотор мощностью 92 л. с. разгонял фургон до 100 км/ч. Создали различные модификации: милицейскую, пожарную и другие. Но не хватило средств для закупки технологического оборудования, а детали и узлы, изготовленные на собственном универсальном станочном парке, оказались слишком дорогими. Через некоторое время, после того как ГАЗ наладил в конце 1995 г. крупномасштабное производство фургонов ГАЗ-2705, работы окончательно прекратились. В общей сложности собрали менее сотни БАЗ-3783.
В 2000-х годах ассортимент гражданской продукции БАЗа пополнили семейства четырёхосных крановых шасси и седельных тягачей высокой проходимости на базе моделей БАЗ-6403 и БАЗ-6909. Наиболее известной военной продукцией этого периода стали седельные тягачи БАЗ-64022, используемые в составе ЗРК С-400 «Триумф».

## Санкции
14 декабря 2022 года, на фоне вторжения России на Украину, Брянский автомобильный завод был включен в санкционный список Евросоюза так как «получает выгоду от агрессивной войны России против Украины, поскольку участвует в поставках специальных колесных шасси и тягачей для систем противовоздушной обороны для российских вооруженных сил». В 2023 году завод попал под санкции Канады за изготовление систем вооружения которые Россия использует на Украине. 19 мая 2023 года завод включён в экспортный санкционный список США «за поддержку военного и оборонного сектора России». 1 мая 2024 года завод включён в блокирующий санкционный список США за «полномасштабную войну и применение химического оружия против Украины», отмечая производство автомобилей для российских зенитно-ракетных комплексов и радиолокационной техники. По аналогичным основаниям завод находится под санкциями Украины и Швейцарии.

## Продукция

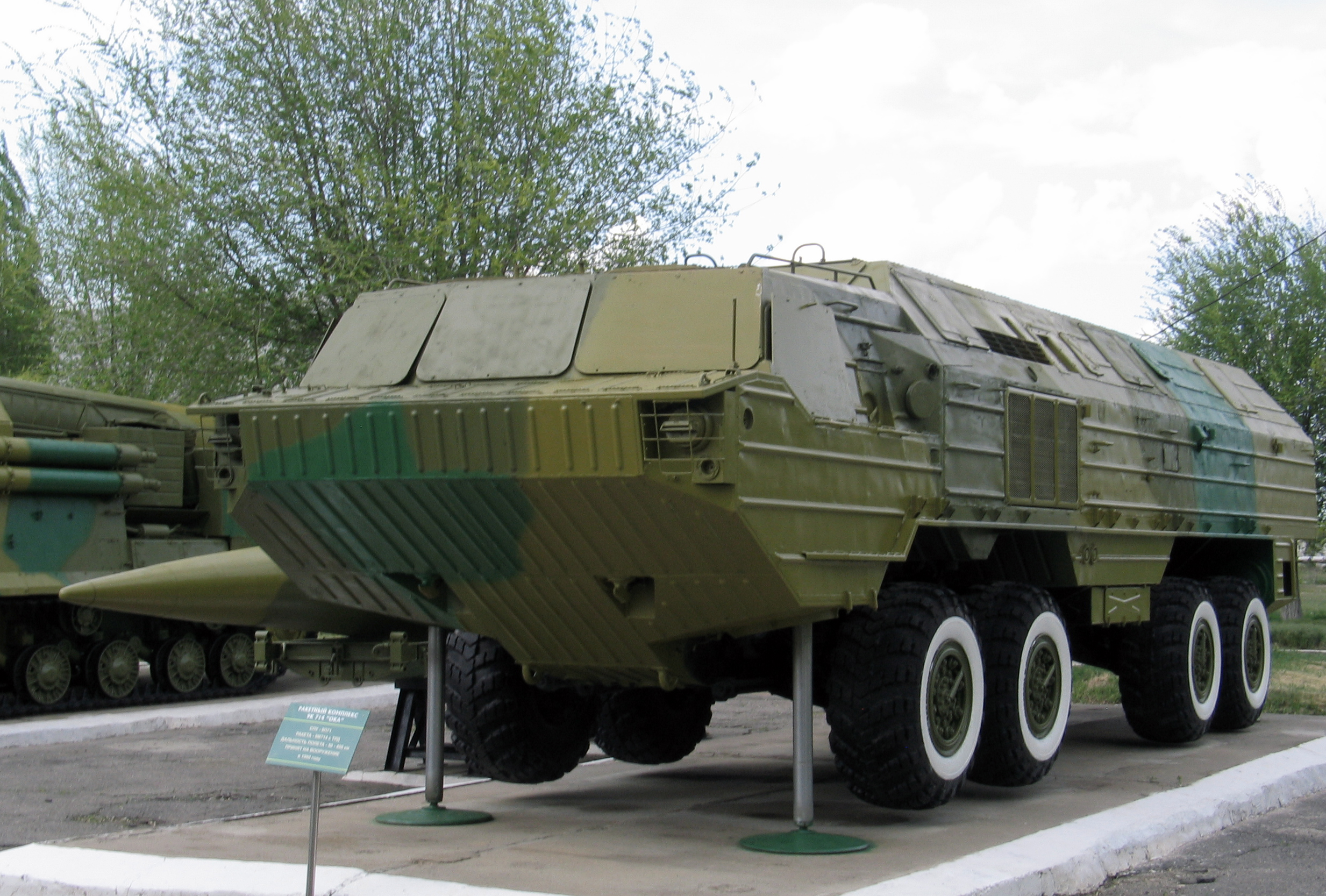
Пусковая установка комплекса ОТР-23 «Ока» на шасси БАЗ-6944 «Основа» в музее полигона «Капустин Яр»

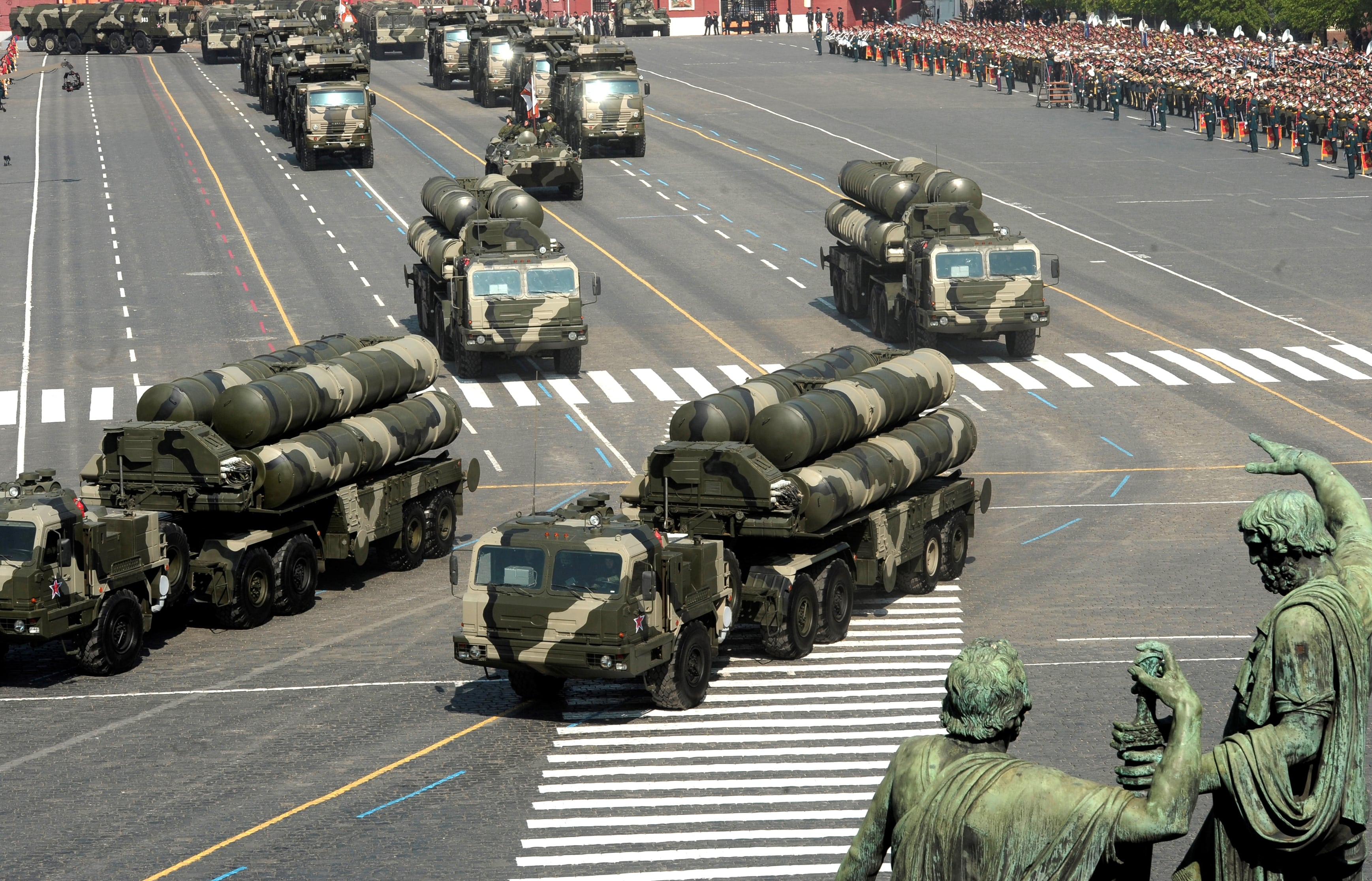
С-400 с тягачами БАЗ-64022 на Красной площади

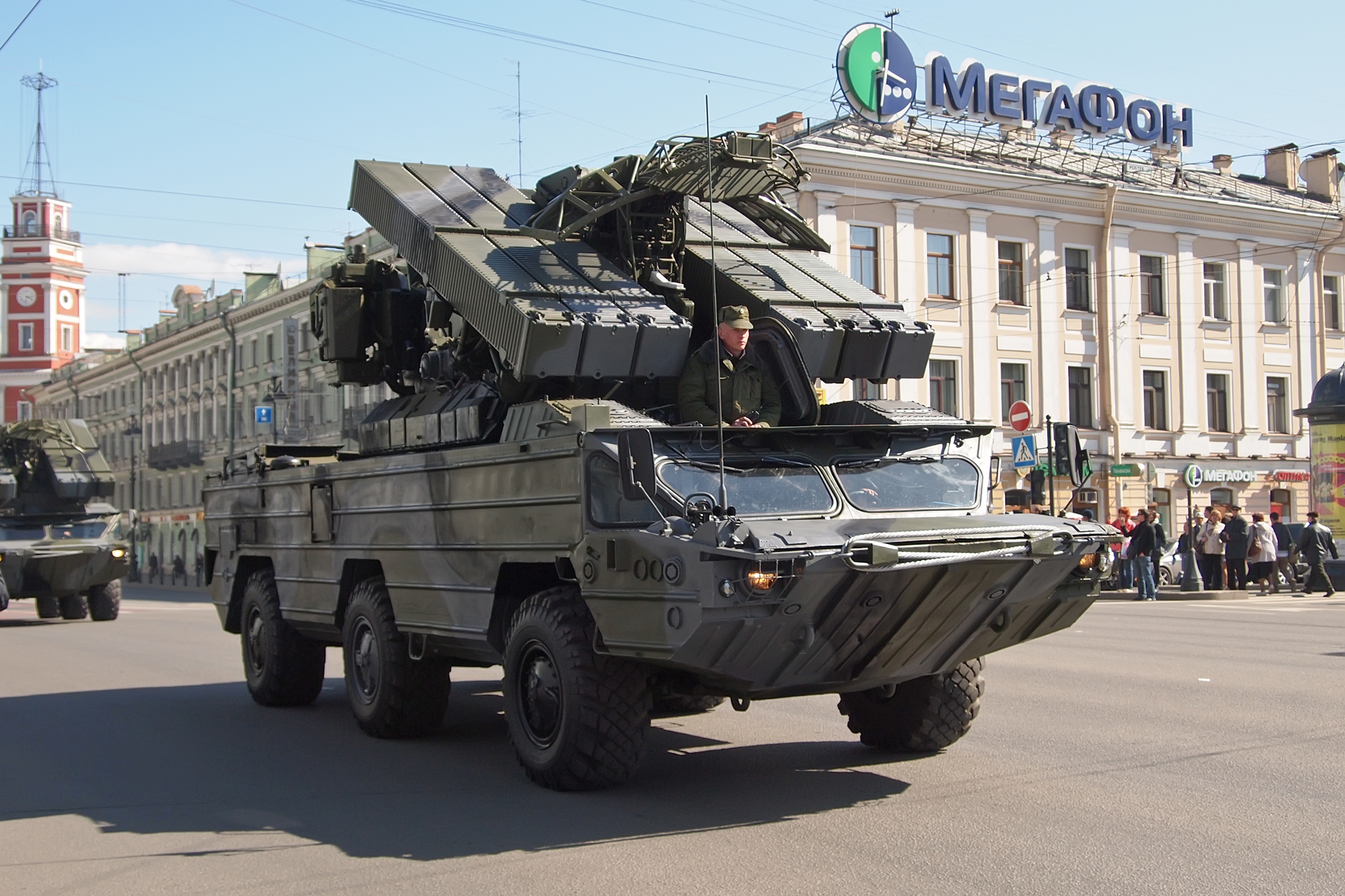
Пусковая установка 9А33БМ3 ЗРК «Оса-АКМ» на шасси БАЗ-5937

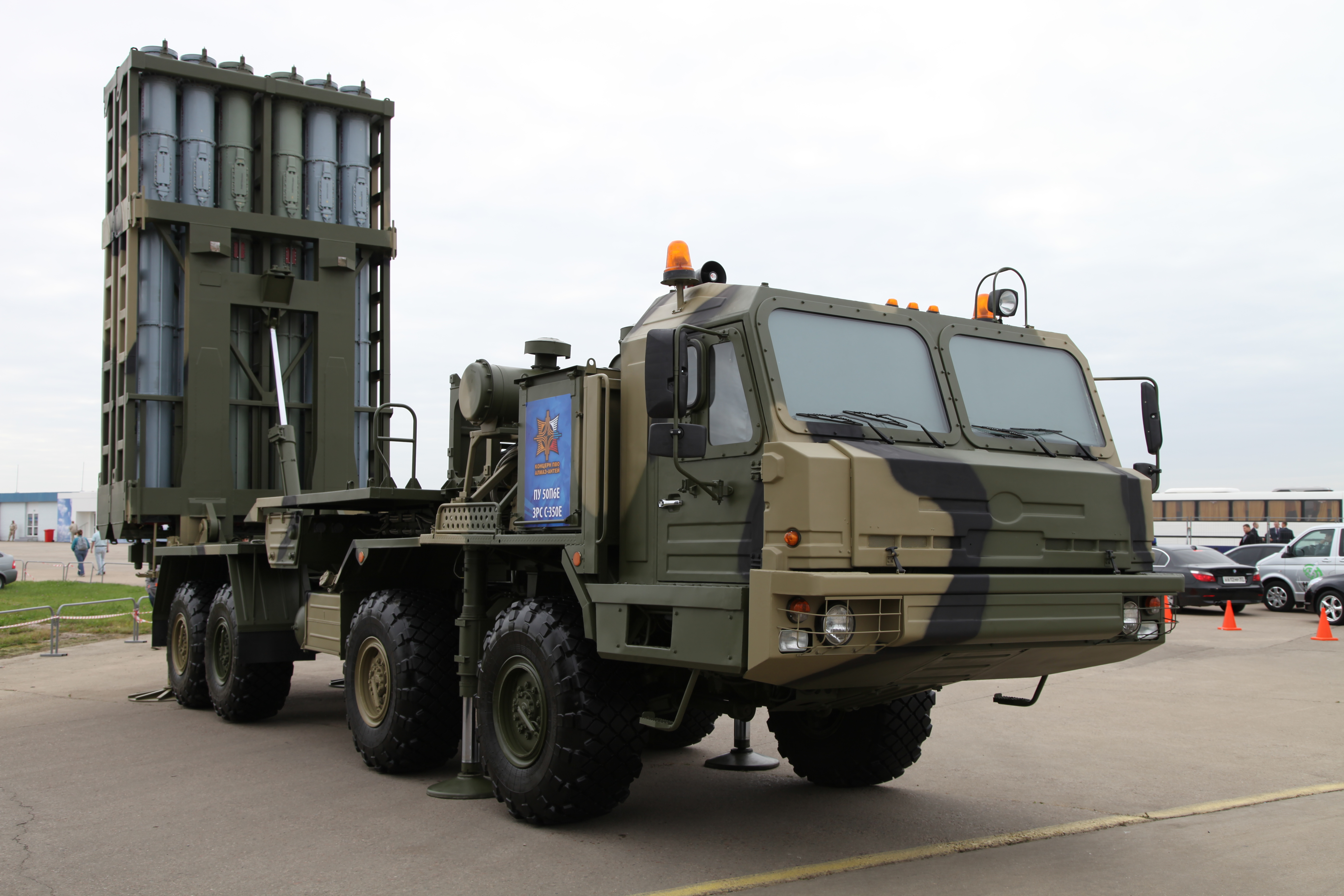
Пусковая установка 50П6Е ЗРК С-350 «Витязь» на шасси БАЗ-69092-012 «Вощина-1»

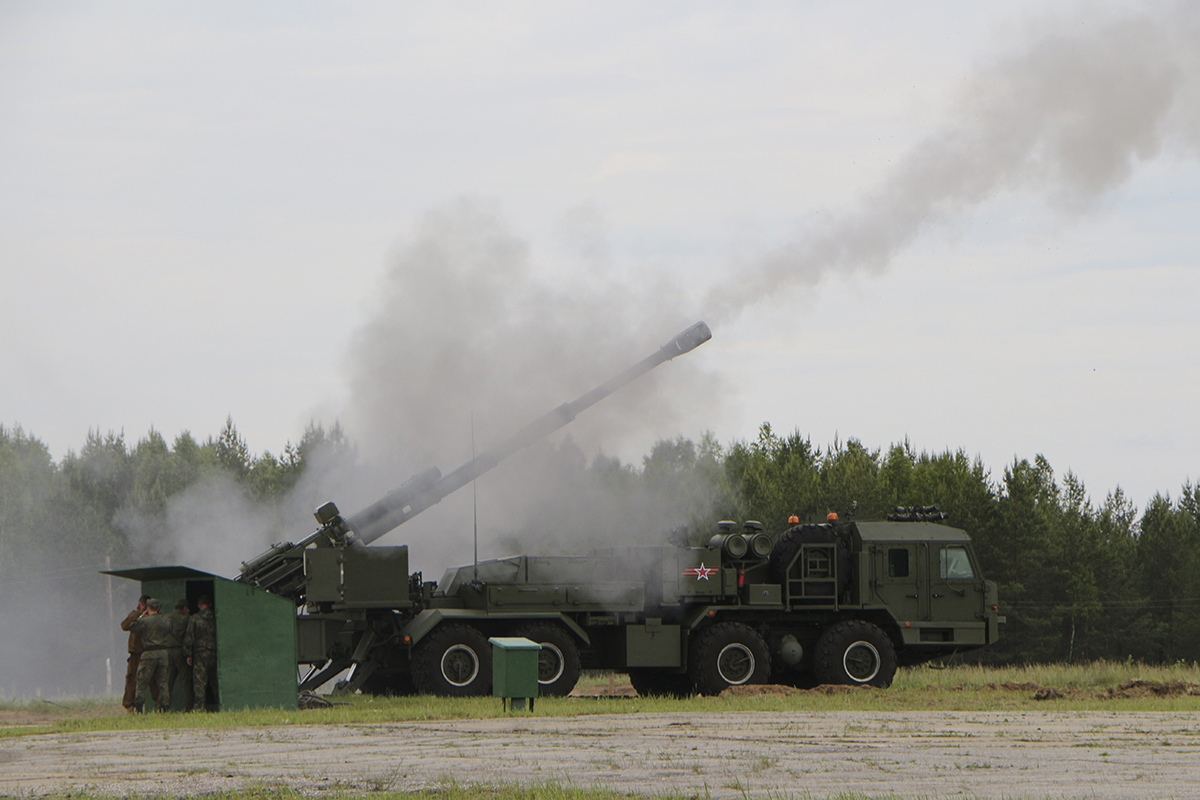
САУ 2С43 «Мальва» на шасси БАЗ-6910-027 «Вощина-1»

- БТР-152В1 — бронетранспортер (1958—1962)[17].
- ЗИЛ-485А — большой плавающий автомобиль-амфибия (1958—1962).
- БАЗ-930 — четырехосный 10-тонный бортовой автомобиль «изделие 930» (1961)
- «Десна» — опытный грузовой автомобиль на базе ЗИЛ-131 с кабиной от грузовика «Колхида» (1965).
- ЗИЛ-135К — шасси для СПУ 2П30 ракетного комплекса 2К17 (1962).
- ЗИЛ-135ЛМ и ЗИЛ-135ЛТМ — шасси для СПУ 9П113 и ТЗМ 9Т29 ракетного комплекса 9К52 «Луна-М» (1963—1994).
- ЗИЛ-375 на шасси БАЗ-135ЛМ
- БАЗ-Э135Г на шасси БАЗ-135М[18].
- БАЗ-135Л2
- БАЗ-135МБ — шасси для СПУ-35Б ракетного комплекса 4К44 «Редут» (1965—1996).
- трёхосные амфибии БАЗ-5937 для зенитно-ракетного комплекса 9К33 «Оса» (1971—1990) и БАЗ-5921 для тактического ракетного комплекса 9К79 «Точка» (1974—1990).
- Специальное шасси для ПММ «Волна»
- ОКР «Основа» (1971): четырёхосные амфибии БАЗ-6944 с V-образным двигателем УТД-25 мощностью 400 л. с. для оперативно-тактического ракетного комплекса 9К714 «Ока» (1979—1989) и их неплавающие модификации БАЗ-6948 (1986—1989) для модернизированного комплекса 9К714У «Ока-У».
- Автопоезд с тягачом ЗИЛ-4401 и полуприцепом БАЗ-99511 с имитацией машины 9Т240 (1983 год).
- ОКР «Вощина-1» (1993): В состав семейства входили:
  - четырёхосные шасси БАЗ-6909 с колесной формулой 8х8.1 грузоподъемностью 18 т; балластный (артиллерийский) тягач БАЗ-6306 с колесной формулой 8х8.1 для буксировки прицепных артиллерийских систем, специальных и транспортных прицепов полной массой до 15 т; седельный тягач БАЗ-6403 с колесной формулой 8х8.1, нагрузкой на ССУ до 20 т,
  - трёхосные шасси БАЗ-69092 с колесной формулой 6х6.1 грузоподъемностью 14,0 т; седельный тягач БАЗ-6402/БАЗ-64022 с колесной формулой 6х6.1 с нагрузкой на седельно-сцепное устройство до 11,5 т.
- БАЗ-6009 , БАЗ-60091 (1995)
- БАЗ-6950/69501/69502/69506 — шасси в составе комплекса «Манёвр» (1976—1999).[2]
- БАЗ-6953
- БАЗ-6954 — опытное специальное колесное шасси для размещения оборудования СПУ ОТРК «Искандер» (1990)[19]
- БАЗ-6909-019 — специальное колёсное шасси БМ 72В6Е комплекса «Панцирь-С1»
- БАЗ-6909-022 — специальное колесное шасси для размещения оборудования СПУ 5П90С ЗРС «Триумфатор-М» (2007)[20]
- БАЗ-6402 и БАЗ-6909-022 — колёсный тягач и специальное колёсное шасси пусковых установок комплекса С-400 «Триумф»
- БАЗ-6910-027 — специальное колёсное шасси САУ 2С43 «Мальва».

### Производство тракторов
- Трактор Т-140 (1958—1965).
- Трактор Д-804
- Трактор Д-804М
- Трактор Т-180
- Трактор Т-180Г
- Трактор Д-804МХЛК
- Трактор Д-804МС
- Трактор Д-804ГП
- Снегоуборочная машина ДЭ-242 «Вьюга» (1989)

### Современная гражданская продукция
Фургоны
- БАЗ-3783 — 1,5-тонный цельнометаллический развозной фургон.

Крановые шасси
- двухосное БАЗ-8027 — под 32-тонный кран.
- трехосное БАЗ-8029 — под 25-тонный кран Ивановского автокранового завода.
- четырёхосное БАЗ-6909.8 — под 50-тонный кран для работы с опасными грузами.
- пятиосное КШ-8973 — для 100-тонного крана КС-8973 (2004)

Тягачи
- Седельный тягач БАЗ-6403.

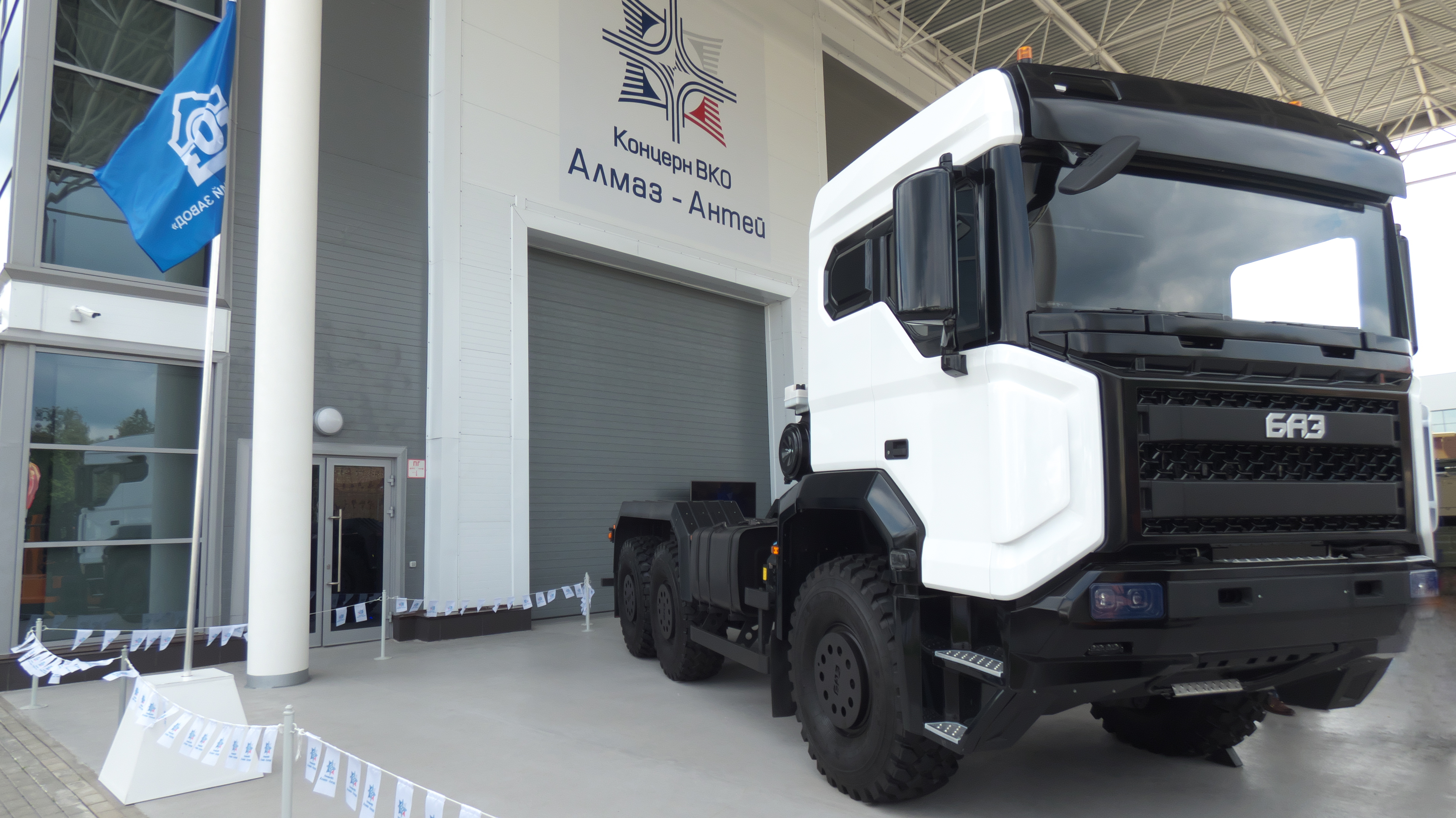
БАЗ-С36А11 на выставке «Армия-2023»

- Трубовоз в составе тягача БАЗ-64031 с прицепом БАЗ-9049.
- Седельный тягач высокой проходимости БАЗ-64022.

Специальные шасси
- Трёхосное БАЗ-69095 — до 14,7 тонны.
- Четырёхосное БАЗ-690902 — до 22 тонн.
- Пятиосное БАЗ-69096 — до 33 тонн.
- Шестиосное БАЗ-69099 — до 40 тонн.

Пожарные автомобили
- АА-12,5 70/100 — Пожарный аэродромный автомобиль создан на шасси БАЗ-8080 (колесная формула 6х6.1) (2021)

Гражданские автомобили БАЗ используются в нефтедобывающей и строительной промышленности в составе мобильных буровых и ремонтных установок, а также как автоцистерны, краны, насосные и цементирующие установки.